# Kappalab
La Kappalab (precedentemente conosciuta anche come Kappa Edizioni) è una casa editrice italiana fondata nel 1995 da Andrea Baricordi, Massimiliano De Giovanni, Andrea Pietroni e Barbara Rossi, conosciuti come i Kappa boys. Pubblica soprattutto fumetti e manga, concentrandosi su prodotti d'autore e generi di nicchia, e, in misura crescente, narrativa, manualistica e saggistica strettamente connessa al Giappone.

## Caratteristiche
La Kappa Edizioni concentra la sua produzione soprattutto sui fumetti, producendo opere italiane d'autore con la collaborazione di artisti come Vanna Vinci, Andrea Accardi, Paolo Bacilieri, Giovanni Mattioli, Gianmaria Liani, Sara Colaone, Roberto Baldazzini, Keiko Ichiguchi, Davide Toffolo, Otto Gabos. È l'editore italiano di Will Eisner, del quale edita gli Archivi di Spirit e i graphic novel nella collana Puntozero, dal nome dell'editore da cui ha ricevuto i diritti di pubblicazione. Questa stessa collana propone anche le opere di Scott Morse.
Dalle etichette straniere vengono tradotti autori come Joann Sfar, Christophe Blain, Frederik Peeters, Ralf König, Shinichi Hiromoto e Derek Kirk Kim. Collabora attivamente con Monkey Punch, creatore di Lupin III e supervisore della collana Lupin III Millennium che presenta storie inedite di produzione italiana del famoso ladro franco-nipponico.
La casa editrice ha anche un settore dedicato alla narrativa, che annovera tra le sue file autori come Diana Wynne Jones con Il castello errante di Howl, Alexander Key e il suo Conan il ragazzo del futuro, Robert Mayer e il suo Super - L'ultimo eroe ed i primi libri di Eiko Kadono sulla saga di Kiki Consegne a domicilio, resa celebre dall'omonimo film d'animazione di Hayao Miyazaki.

## Linee editoriali e riviste
La rivista principale è Mondo Naif, che vede la sua prima pubblicazione nel 1996. Collane Letteratura coi manga e Boy's Love.
Manga San è una linea dedicata al fumetto giapponese, che ha come esponenti alcune opere di Ebine Yamaji, Inio Asano e Daisuke Igarashi.
Ronin Manga è un'etichetta di Kappa Edizioni, Tratta soprattutto serie brevi o autoconclusive, e fumetti giapponesi che spesso altri editori sono restii a pubblicare per svariate ragioni: tematiche, autori particolari, generi non-mainstream, difficoltà di reperimento dei diritti di pubblicazione e dei materiali stessi.
Kappalab costituisce l'evoluzione del settore narrativa di Kappa Edizioni, attraverso la quale i romanzi editati per il mercato delle fumetterie, ottengono una distribuzione nazionale raggiungendo in via diretta le librerie di varia. A sua volta, Kappalab dà origine a diverse collane, fra cui LibriGhibli, dedicata ai romanzi originali da cui sono tratti i film dello Studio Ghibli e affini, Frame, legata a celebri film fantastici internazionali, e Lab, collana di saggistica illustrata sul Giappone e sul cinema.